# Émile Eudes

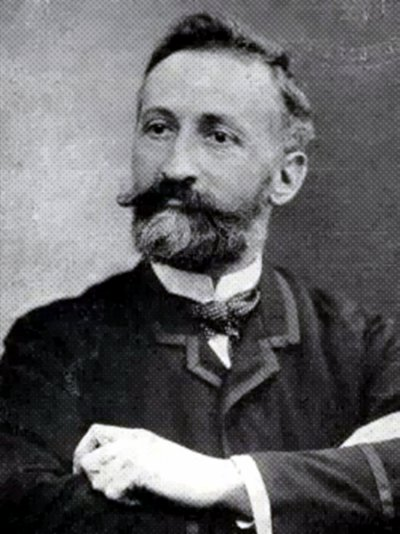
Émile Eudes

Émile François Désiré Eudes (Roncey (Manche), 12 september 1843 - Parijs, 5 augustus 1888) was een Frans journalist en revolutionair. Hij was een vooraanstaand blanquist, een medestander van de communist Louis Auguste Blanqui.
Eudes was de zoon van een handelaar. Hij trok naar Parijs voor een studie farmacie maar gaf die al snel op om zich te wijden aan de politiek. Hij werd een aanhanger van Blanqui en legde zich toe op het uitgeven van antiklerikale propaganda en de kranten La Libre Pensée (1866-1867) en La Pensée nouvelle. In maart 1867 werd hij veroordeeld tot drie maanden gevangenisstraf en een geldboete voor aantasting van de goede zeden en beledigingen aan de Katholieke Kerk. Vanaf 1868 bereidde hij zich met andere blanquisten voor op de gewapende strijd. Na het uitbreken van de Frans-Duitse Oorlog achtten zij hun tijd gekomen. Eudes nam op 14 augustus 1870 deel aan een aanval op de brandweerkazerne aan de Boulevard de la Villette in Parijs. Ze slaagden er niet in de brandweermannen te ontwapenen en tegen hun verwachtingen schaarde de massa op straat zich niet achter hen. Eudes en Gabriel Brideau werden dezelfde dag nog gearresteerd. Ze verschenen beiden voor de krijgsraad en werden ter dood veroordeeld. De doodstraf werd na populair protest en het uitroepen van de republiek niet uitgevoerd. Eudes kwam op vrije voeten tijdens het Beleg van Parijs. Hij voegde zich bij de nationale garde om Parijs te verdedigen tegen het Pruisisch leger. Hij stelde zich ook kandidaat bij de verkiezingen van 8 februari 1871 maar raakte net als de andere blanquisten niet verkozen. Op 26 maart werd hij wel verkozen als lid van de Commune van Parijs. Hij nam deel aan de gevechten tegen het reguliere Franse leger maar wist Parijs te ontvluchten en ontsnapte zo aan arrestatie. Via Zwitserland reisde hij naar Londen. In augustus 1872 kreeg hij bij verstek de doodstraf. Hij bleef in Groot-Brittannië waar hij actief bleef binnen het blanquisme. Na een amnestie kon hij in 1880 terugkeren naar Frankrijk. Hij was er medewerker van de blanquistische tijdschriften Ni Dieu ni Maître en L'Homme libre, en stelde zich kandidaat bij lokale verkiezingen.
Émile Eudes was gehuwd met Victorine Louvet en het echtpaar kreeg vier kinderen. Eudes was een actief vrijmetselaar.